# Nấm cục
Nấm cục (truffle, danh pháp khoa học: Tuber) (/[invalid input: 'icon']ˈtrʌfəl/) là một loài nấm ăn được. Nhưng không giống như những loại nấm khác, nấm truýp không mọc trên mặt đất mà mọc sâu trong lòng đất, thường ký sinh trong lớp rễ cây sồi. Loài nấm này được đánh giá cao trong ẩm thực Pháp, ẩm thực Ý, ẩm thực Hy Lạp và ẩm thực Tây Ban Nha.
Nhà ẩm thực Pháp thế kỷ 18 Brillat-Savarin gọi nấm cục là "kim cương của nhà bếp". 
Bộ gen của nấm đen Périgord đã được giải trình tự và công bố vào tháng 3 năm 2010.